# جمعود المغث
جُمْعُود المَغْث حشرة من الجمعود صغيرة القد طولها نحو5 مم. رأسها وكوسلها وجرامزها سود. غمداها منتظما التبليق الأحمر والأغبر والأسود تعلوهما زغبنة شهباء. تظهر في أوائل الربيع وتبقى حتى أواخر حزيران. مرتعها الأزهار الحرجية. يرقتها خاشبة تركب أغصان المغث وأفناده فتسردب شكيرها وتسبب يباسها وقد تفعل ذلك في الكستناء والبندق.